# Chōonpu
Le symbole ー, dénommé formellement chōonpu (長音符) ou encore chōon-fugō (長音符号), est un caractère utilisé pour l'écriture du japonais, où il indique l'allongement de la quantité vocalique d'une syllabe écrite en katakana(s). Ce caractère est également connu sous l'appellation plus familière de nobashibō (伸ばし棒). La syllabe longue ainsi obtenue est appelée chōon.
Par exemple, les mores ノ /no/ et キュ /kyu/ peuvent être allongées respectivement en /no:/ et /kyu:/ par l'adjonction du chōonpu : ノー et キュー. L'allongement compte lui-même comme une more, ce qui fait que les syllabes ノー et キュー comptent chacune deux mores. Le chōonpu est rendu par un macron dans les méthodes communes de romanisation de type Hepburn : ā, ī, ū, ē, ō.
Bien que le chōonpu soit presque toujours utilisé en combinaison avec un katakana ou un digramme de katakanas, il ne constitue pas lui-même un katakana.
Les mots d'origine étrangère, qui s'écrivent en katakanas, font largement recours au chōonpu pour indiquer leurs allongements vocaliques. Il existe quelques rares exceptions, comme バレエ. Quelques exemples d'utilisation du chōonpu sont indiqués ci-dessous :
- カーオーディオ
kāōdio (autoradio)
- タクシー
takushī (taxi)
- クーデター
kūdetā (coup d'État)
- レーガン大統領
Rēgan Daitōryō (Président Reagan)

D'autre part, il arrive de trouver ce symbole associé avec des hiraganas, en particulier dans le cas d'onomatopées écrites en hiraganas, notamment dans des contextes peu formels. Toutefois, dans le cas de mots écrits en hiraganas, en principe, il convient d'utiliser あ pour allonger une more finissant par la voyelle a, い pour allonger une more finissant par la voyelle i, う pour allonger une more finissant par la voyelle u (ou o), et え pour allonger une more finissant par la voyelle e.